# Digital Display Working Group
Die Digital Display Working Group (DDWG) war eine Gruppe, deren Zweck es war, den Digital-Visual-Interface-Standard zu definieren und zu pflegen. Sie wurde von Intel, Silicon Image, Compaq, Fujitsu, HP, IBM und NEC gehostet.
Die Initiierung, das Arbeiten und die Wiederauflösung der "Digital Display Working Group" kann als eine kleine Teilepisode in der Geschichte von Multimedia aufgefasst werden.
- 1999 entwickelte sie den Digital-Visual-Interface(DVI)-Standard.[3]

- 2011 teilte das involvierte Gründungsunternehmen Hewlett-Packard mit, dass sich die Gruppe seit 5 Jahren nicht mehr getroffen habe.[4]

Mittlerweile gilt der DVI-Bildübertragungsstandard als durch den HDMI-Bildübertragungsstandard weitgehend abgelöst. Die Website der Gruppe steht nun unter der Kontrolle eines Cybersquatters.